# Saint-Julien-Beychevelle
Saint-Julien-Beychevelle là một xã trong tỉnh Gironde, thuộc vùng Nouvelle-Aquitaine của nước Pháp, có dân số là 798 người (thời điểm 1999). Saint-Julien-Beychevelle là một làng trồng nho của Médoc trong miền tây nam nước Pháp. Xã có 800 dân cư và nằm 50 km về phía tây-bắc của Bordeaux cạnh sông Gironde. Rượu vang Saint-Julien là một trong những rượu vang đỏ nổi tiếng nhất của Bordeaux.

## Nhân khẩu học
| 1962  | 1968  | 1975  | 1982  | 1990 | 1999 |
| ----- | ----- | ----- | ----- | ---- | ---- |
| 1 165 | 1 216 | 1 160 | 1 006 | 873  | 798  |